# クロエリウス氏族
クロエリウス氏族 (ラテン語: Gens Cloelia) は、古代ローマの氏族のひとつ。

## 概要
ティトゥス・リウィウスによると、この氏族は王政ローマ三代目トゥッルス・ホスティリウス王がアルバ・ロンガを滅ぼした時、パトリキに招き入れたアルバの指導者層の一部であったという。

## メンバー

### シクルス家
- クィントゥス・クロエリウス・シクルス： 紀元前498年の執政官
- ティトゥス・クロエリウス・シクルス： 紀元前444年の執政武官
- プブリウス・クロエリウス・シクルス： 紀元前378年の執政武官
- クィントゥス・クロエリウス・シクルス： 紀元前378年のケンソル
- プブリウス・クロエリウス・シクルス： 紀元前180年のRex Sacrorum

### その他
- クロエリア（英語版）： 氏族の女性。紀元前508年にクルシウムの王ラルス・ポルセンナに人質に取られたものの脱出し、その勇気をポルセンナからも故国からも称された[2]。
- クロエリウス・トゥッルス： 紀元前438年のレガトゥス。ウェイイの王ラルス・トルムニウスに殺された使者の一人[3]。